# Râul Izvorul Crețu
Râul Izvorul Crețu este un curs de apă, afluent al râului Rebra. 